# Boles de Baoding

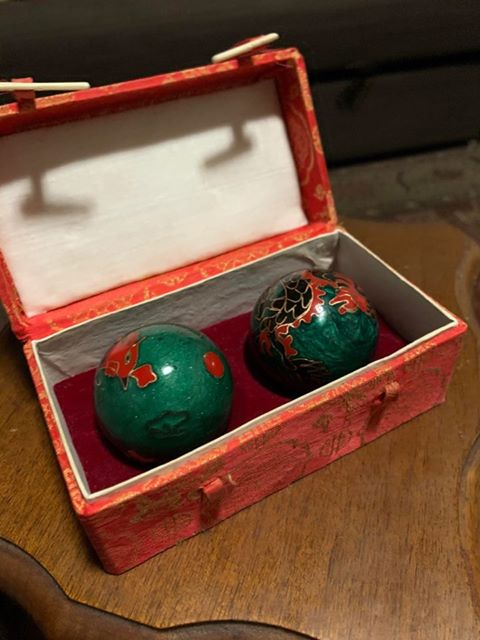
Boles de Baoding al seu estoig

Les Boles de Baoding (保定健身球; pinyin: Bǎodìng Jiànshēn Qiú; Wade–Giles: Pao3-ting4 Chien4-sheng1 Ch'iu2) són unes boles metàl·liques prou petites per subjectar-les amb una mà. També es coneixen com a boles d'exercici xineses, boles de salut xineses, boles de meditació xineses i boles de medicina xinesa. Les boles de Baoding s'utilitzen fent girar dues o més boles repetidament a la mà. Destinades a millorar la destresa dels dits, relaxar la mà o ajudar a recuperar la força muscular i les habilitats motrius després de la cirurgia, les boles de Baoding funcionen de manera similar a la bola antiestrès occidental.

## Història
Les primeres boles de Baoding consta que es van crear a Hebei, Xina, durant la a dinastia Ming. Els mètodes de construcció van anar variant. Antigament s'anomenaven "boles de ferro", ja que originàriament eren fetes de ferro. A mesura que avançava el treball del metall, les "boles de ferro" es van fer més populars. Actualment es continuen fabricant boles de Baoding de ferro.

## Composició

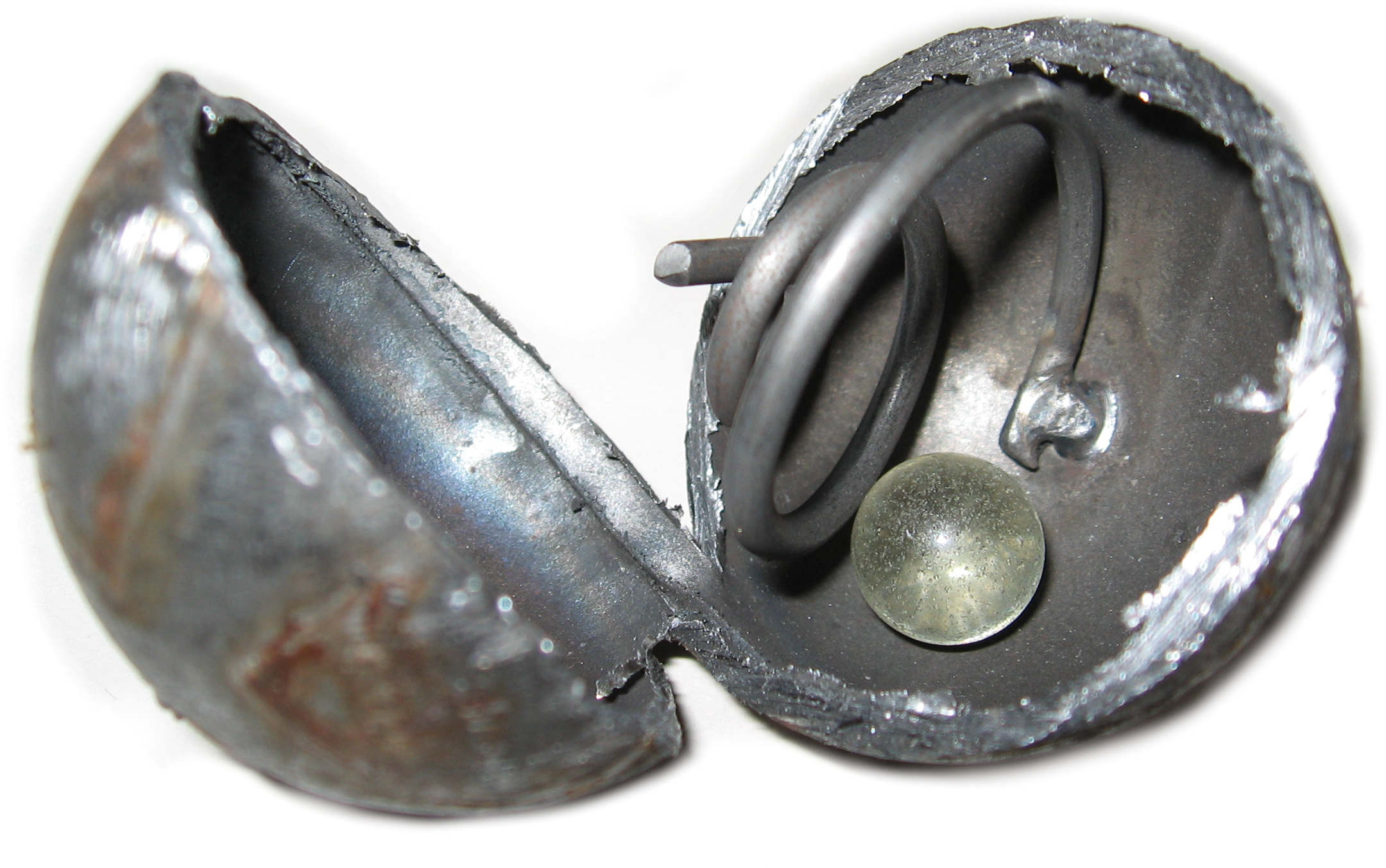
Dins de boles de Baoding: ressort d'acer i una baleta

La majoria de boles de Baoding consisteixen en un parell d'esferes buides, cadascuna conté un timbre que sona quan una bola interior colpeja l'esfera exterior. Molts exemples moderns estan decorats amb cloisonné i filferro de llautó; aquests són essencialment decoratius, ja que s'estellen fàcilment quan es cauen o es freguen. Les boles de Baoding també es poden fer de jade massís, àgata, marbre i altres tipus de pedra.
Les boles buides són generalment més adequades per a ús terapèutic a causa del seu pes més lleuger. Les boles més pesades de ferro, acer o carbur de tungstè requereixen més esforç per girar. S'utilitzen principalment per augmentar la força mitjançant l'entrenament de resistència.

## Ús

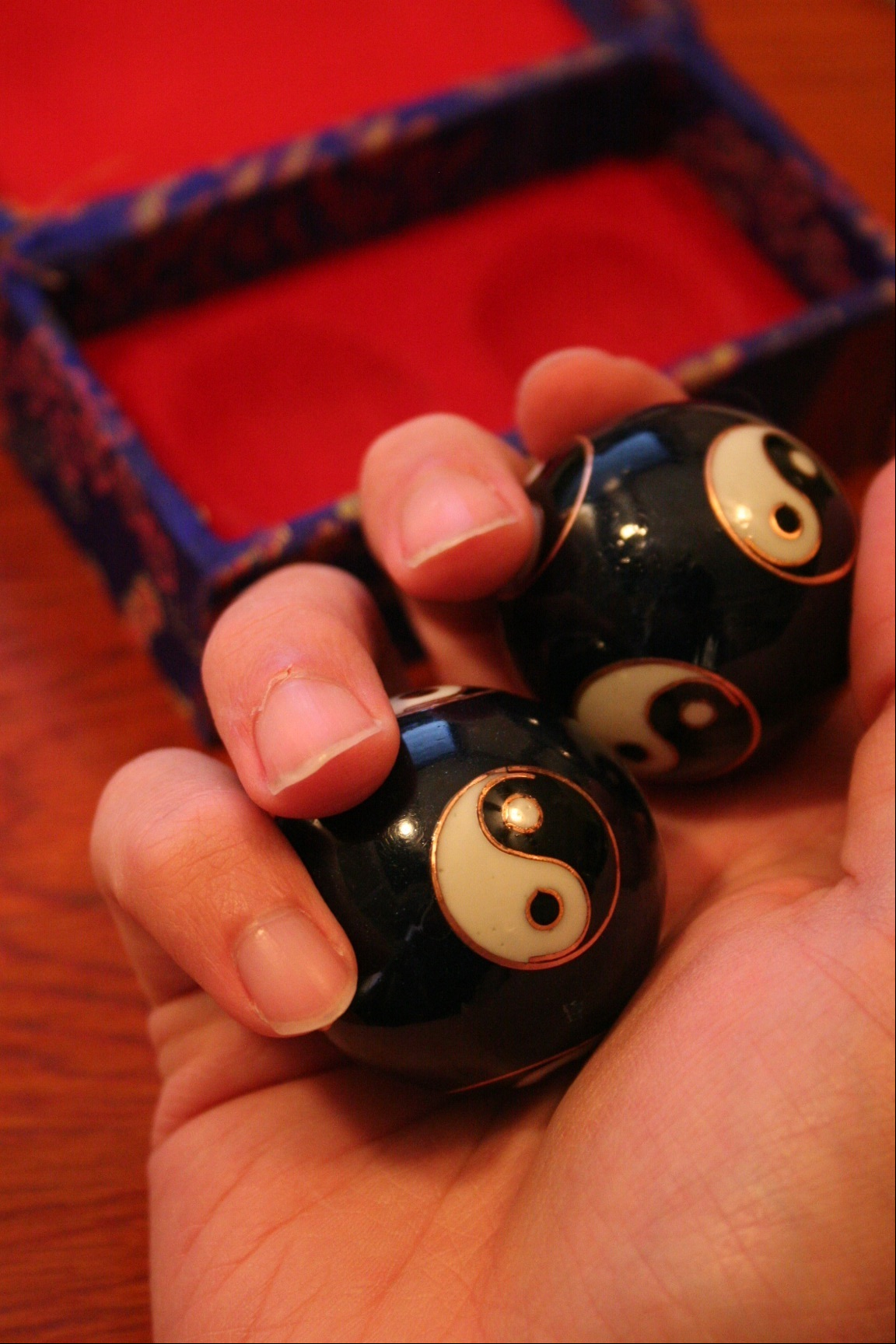
Boles de Baoding en ús

L'exercici bàsic consisteix a subjectar un parell de boles Baoding al palmell d'una mà, fent-les girar (canviant la posició relativa de les dues boles) mantenint un contacte constant entre elles. Un cop dominada aquesta tècnica, la velocitat de rotació es pot augmentar gradualment fins que les boles se separen a la mà. Finalment, una mà pot aprendre a girar-les completament sense que les boles entrin en contacte entre elles. S'han desenvolupat exercicis amb més pilotes, on la tècnica principal és evitar el contacte amb les altres pilotes. Això requereix utilitzar un dit, normalment el dit índex, com a divisor.
Un usuari mitjà hauria de poder començar amb un 45 mm (1,8 polzada) i moure's fins a 60 mm (2.4 in) a mesura que els seus músculs s'acostumen a l'exercici. Es poden utilitzar boles Baoding més grans d'entre 70 mm i 100 mm (de 2,8 a 3,9 polzades). Mantenir boles més grans separades mentre les gira és una habilitat avançada. L'àrea de la mà exercida es pot variar, alterant la part de la mà sobre la qual giren, o canviant l'òrbita de les boles de manera que s'exerceixi més força sobre un dit o les articulacions dels dits concrets.
Homes forts coneguts com John Brookfield utilitzaven boles de llançament de pes com a boles de Baoding, girant-les per desenvolupar els músculs de l'avantbraç i millorar la seva adherència.

## Medicina alternativa
Encara que no estan recolzades per l'evidència científica, es creu que les boles de Baoding exerciten els músculs de la mà, milloren la funció cerebral i redueixen l'estrès quan s'utilitzen com a medicina alternativa per estimular els punts d'acupuntura de la mà.
Les boles de Baoding s'utilitzen sovint en teràpia física per exercitar els teixits tous de la mà, el canell i el braç, com després d'una cirurgia a la mà. Fins i tot es recomanen per tractar l'estrès traumàtic en nens i adolescents.